# Filtr (chemie)

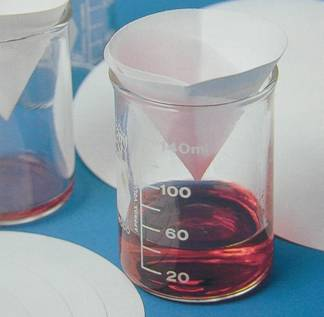
Ukázka filtrace pomocí filtračního papíru

Filtr je v chemii plošný tenký materiál s póry, respektive kus laboratorního zařízení či konstrukční prvek technologie s tímto materiálem, schopný rozdělovat buď dvě fáze (typicky suspenzi na pevnou a kapalnou fázi), nebo je separovat podle velikostí, např. třídící síta – sada sít s různou velikostí ok (viz sítování, podtyp frakcionace) či membrány.
Vzhledem k rozměrům a zejména k používaným filtračním tlakům, přesněji rozdílům tlaků (např. frita pracuje při podtlaku), je téměř vždy potřeba minimálně podpůrné konstrukce (např. nálevka s papírovým filtrem).
Velikosti pórů v membránách využívají membránové technologie pro separaci (filtraci) iontů z roztoků, např. odsolování vody reverzní osmózou. Membránové technologie jsou schopny i separace plynů ze směsi plynů.

## Příklady filtrů
- filtrační papír (filtruje se v nálevce)
- frita (nálevka s integrálním filtrem ze spečených skleněných nebo porcelánových trubiček)
- plachetka (filtruje se v kalolisu)
- písek (v pískovém filtru)
- membrány (membránové technologie)